# Le Vagabond bien-aimé
Pour plus de détails, voir Fiche technique et Distribution.
Le Vagabond bien-aimé (The Beloved Vagabond) est un film britannique réalisé par Curtis Bernhardt sorti en 1936. Il existe en deux versions l'une anglaise et l'autre française.

## Synopsis
À Londres, à la fin du XIXe siècle, Gaston de Nérac, un jeune architecte est amoureux de Joanna Rushworth, mais il a un rival, le Comte de Verneuil. Malheureusement, le père de Joanna, ruiné, a besoin de 10  000 livres pour éviter la prison, que seul le comte de Verneuil est en mesure de fournir.
Mais celui-ci met une condition pour fournir cette somme, que Gaston quitte Joanna en lui laissant croire qu'il l'abandonne, ce qui lui permettra de l'épouser.
Par amour pour Joanna, Gaston de Nérac accepte et part pour la France en compagnie d'Asticot, un jeune garçon.
Dans une gare, il fait la connaissance de Blanquette, une jeune artiste avec laquelle il va à Paris.
Un soir, dans un cabaret, il se trouve soudain face à Joanna et au comte de Verneuil qu'elle a épousé. Celui-ci meurt quelque temps après, ce qui permet à Joanna de retrouver Gaston et ils rentrent à Londres pour se marier. 
Mais ils prennent bientôt conscience que leur amour s'est effacé et Gaston retourne alors vers Blanquette.

## Fiche technique
- Titre français : Le Vagabond bien-aimé
- Titre original : The Beloved Vagabond
- Réalisation : Curtis Bernhardt
- Scénario : Curtis Bernhardt et Greta Heller
- Photographie : Franz Planer
- Direction artistique : Andrej Andrejew
- Costumes : Ernst Stern
- Musique : Darius Milhaud
- Montage : Douglas Myers
- Production : Ludovico Toeplitz
- Format : Noir et blanc - Son monophonique
- Genre : Film dramatique, Film musical
- Durée : 68 minutes
- Pays d'origine :  Royaume-Uni
- Dates de sortie : 
  - Royaume-Uni : 25 août 1936
  - États-Unis : 7 février 1937
  - France : 1937

## Distribution
- Maurice Chevalier : Gaston de Nerac
- Betty Stockfeld : Joanna Rushworth
- Margaret Lockwood (mais Hélène Robert dans la version francophone) : Blanquette
- Desmond Tester (mais Serge Grave dans la version francophone) : Asticot
- Austin Trevor : Comte de Verneuil
- Peter Haddon (mais Fernand Ledoux dans la version francophone) : Major Walters
- Charles Carson : Charles Rushworth
- Barbara Gott (mais Madeleine Guitty dans la version francophone): la concierge
- Amy Veness (avec la voix de Gabrielle Fontan) : la propriétaire du café

## Diffusions télévisées
- Au Cinéma de minuit, dimanche 2 mai 2021 sur France 5.